# Kazimierz Lewko
Kazimierz Lewko vel Kazimierz Lenek pseud.: „Palec”, „Gazowy” (ur. 9 stycznia 1919 w Mińsku, zm. 14/15 września 1943 nad Esbjerg (Dania)) – podporucznik łączności czasu wojny Polskich Sił Zbrojnych i Armii Krajowej, cichociemny.

## Życiorys
Był synem Leonarda i Emilii z domu Kamockiej. We wrześniu 1939 roku nie został zmobilizowany. W 1940 roku kończył 4. klasę Gimnazjum Mechanicznego w Białymstoku. 17 kwietnia 1940 roku został zmobilizowany do Armii Czerwonej i 22 kwietnia 1940 roku został zesłany w głąb ZSRR, początkowo do służby w radzieckim 55 pułku piechoty, a od czerwca zesłany do batalionu roboczego (pracy przymusowej) tzw. strojbatu – Samodzielnego Batalionu Budowlanego (Osobyj Stroitielny Batalion) w Swierdłowsku. Zwolniony w lutym 1942 r., po podpisaniu układu Sikorski-Majski. W marcu 1942 roku wstąpił do Armii Andersa i został przydzielony do 2 kompanii 8 Dywizji Piechoty. We wrześniu 1942 roku został przeniesiony do Wielkiej Brytanii, gdzie został przydzielony do Sekcji Dyspozycyjnej Naczelnego Wodza.
Po przeszkoleniu w łączności radiowej został zaprzysiężony 10 lipca 1943 roku w Oddziale VI Sztabu Naczelnego Wodza. Zginął w czasie lotu do Polski w nocy z 14 na 15 września 1943 roku, w samolocie zestrzelonym nad Danią.

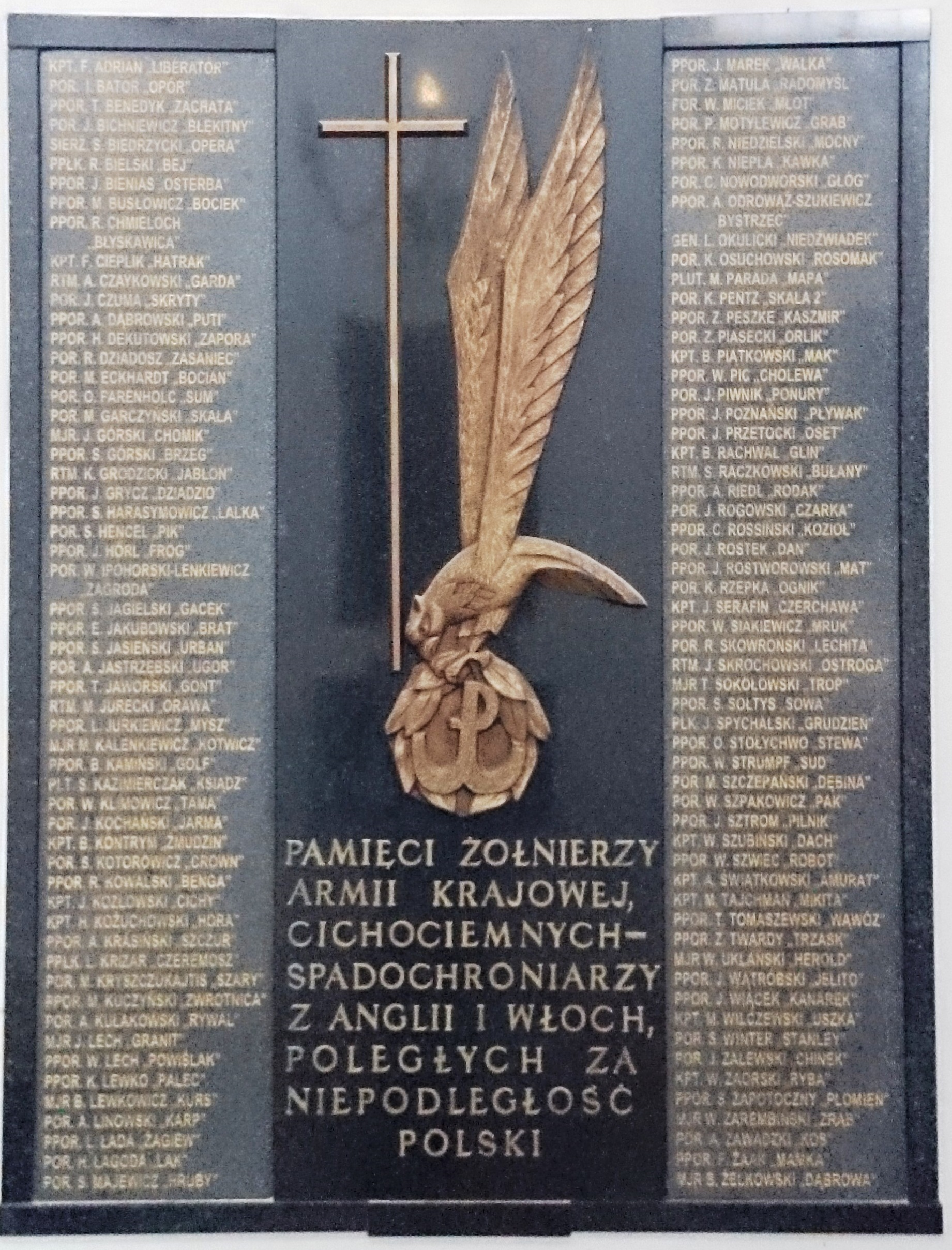
Tablica w kościele św. Jacka w Warszawie, upamiętniająca poległych cichociemnych, w tym Kazimierza Lewki

## Odznaczenia
- Krzyż Walecznych – czterokrotnie, w tym trzykrotnie pośmiertnie, 11 listopada 1943 roku i 2 października 1944 roku
- Srebrny Krzyż Zasługi z Mieczami – pośmiertnie, 18 maja 1946 roku.

## Upamiętnienie
W lewej nawie kościoła św. Jacka przy ul. Freta w Warszawie odsłonięto w 1980 roku tablicę Pamięci żołnierzy Armii Krajowej, cichociemnych – spadochroniarzy z Anglii i Włoch, poległych za niepodległość Polski. Wśród wymienionych 110 poległych cichociemnych jest Kazimierz Lewko.